# Gralla (Áustria)
Gralla é um município da Áustria, situado no distrito de Leibnitz, na estado da Estíria. Tem 12,14 km² de área e sua população em 2019 foi estimada em 2.511 habitantes.